# انتگرال (ماهواره)
آزمایشگاه بین‌المللی اخترفیزیکی اشعه گاما (به انگلیسی: INTErnational Gamma-Ray Astrophysics Laboratory) که به‌صورت مخفف با نام انتگرال (به انگلیسی: INTEGRAL) شناخته می‌شود یک تلسکوپ فضایی برای دریافت و مشاهده اشعه گاما تا انرژی ۸ مگاولت است. این تلسکوپ که در سال ۲۰۰۲ و توسط آژانس فضایی اروپا (ESA) به مدار زمین پرتاب شد، به‌منظور تصویربرداری و طیف‌سنجی منابع کیهانی طراحی شده است.